# Marc Melitz
 (août 2022).
Marc J. Melitz est un économiste américain, fils de l'économiste Jacques Melitz. Depuis mai 2009, il est professeur d'économie à l'Université Harvard.
Melitz a publié un certain nombre d'articles cités dans le domaine de l'économie internationale et du commerce international, et plus particulièrement "The Impact of Trade on Intra-Industry Reallocations and Aggregate Industry Productivity" dans Econometrica, (2003) qui explore les effets du commerce international sur la concurrence dans les industries nationales. Il a ouvert la voie de l'étude, aussi bien théorique qu'empirique, du commerce international par le prisme des firmes., alors qu'auparavant, celui-ci était concentré sur l'étude sectorielle ou nationale. 
Avant de rejoindre Harvard, Marc Melitz a été professeur l'Université de Princeton, de 2006 à 2009 et Professeur associé à l'Université de Harvard.
Melitz titulaire d'un Ph.D (2000) et d'un M.A. (1997) en économie de l'Université du Michigan, un MSBA en recherche opérationnelle de l'Université du Maryland (1992) et un baccalauréat en mathématiques de Haverford College (1989) [3].